# مزلوسیلین
مزلوسیلین (به انگلیسی: Mezlocillin) یک آنتی‌بیوتیک پنی سیلینی وسیع الطیف است. در برابر باکتری گرم منفی و برخی از باکتری‌های گرم مثبت مؤثر بوده و برخلاف اکثر پنی‌سیلین‌های وسیع الطیف، از طریق کبد دفع می‌شود، بنابراین برای عفونت‌های مجاری صفراوی، مانند التهاب مجاری صفراوی، مفید است.